# Іньяціо Ла Русса
Іньяціо Ла Русса (італ. Ignazio La Russa; 18 липня 1947, Патерно, Провінція Катанія, Сицилія, Італія) — італійський політик. Президент Сенату Італії з 13 жовтня 2022 року. Міністр оборони в уряді Сільвіо Берлусконі з 2008 до 2011.

## Біографія
Коли Ла Руссе було 13 років, сім'я переїхала до Мілану. Іньяціо закінчив Університет Павії, деякий час працював у Касаційному суді Італії. Ще в студентські роки брав участь у молодіжних ультраправих організаціях, а пізніше вступив до неофашистського Італійського соціального руху. У 1985 році був обраний до обласної ради Ломбардії, а в 1992 році — до Палати депутатів Італії (відтоді постійно переобирається) і Сенату одночасно. У 1994 році став віцеспікером Палати депутатів. Після розпаду Італійського соціального руху та створення більш помірного Національного альянсу Ла Русса став віцепрезидентом нової партії. У Національному альянсі Ла Русса та Мауріціо Гаспаррі очолювали помірну фракцію. У 2001–2003 і 2004–2008 Ла Русса був головою фракції Національного альянсу в Палаті депутатів, а з 2008 року і до злиття з «Народом свободи» був виконувачем обов'язків керівника партії.
Після позачергових парламентських виборів 2008 року і формування правоцентристського уряду Ла Русса став міністром оборони Італії. Ла Русса також був одним з трьох координаторів керівної партії «Народ свободи».
У 2009 році Ла Русса санкціонував збільшення кількості БПЛА і вертольотів для розвідувальних операцій в Афганістані. У січні 2009 року було оголошено про розміщення в районі Сігонеллі в Італії нової військово-повітряної бази НАТО. На авіасалоні Фарнборо–2010 Ла Русса оголосив про зниження закупівель багатоцільових винищувачів Eurofighter Typhoon на 25 одиниць у зв'язку з програмою по скороченню державних витрат. У червні 2010 року Ла Русса заявив про намір Італії вивести війська з Афганістану протягом 2011–2013 років. Однак пізніше Ла Русса заявив про збільшення військового контингенту в Афганістані з 3150 до 4000 чоловік до кінця 2010 року при збереженні термінів виведення військ.
Один із співзасновників та лідер партії «Брати Італії» з 2013 до 2014 року.
13 жовтня 2022 року обраний президентом Сенату.
Ла Русса одружений, має трьох дітей.

## Цікаві факти
- Іньяціо Ла Русса є шанувальником міланського футбольного клубу «Інтер»;
- Ла Русса був зображений з образливим шарфом на адресу «Ювентуса». Інцидент викликав різку критику з боку громадськості. Політик виступив з вибаченнями: «Я випадково опинився за шарфом, який розкрив фанат в студентському барі. Я приношу свої вибачення перед шанувальниками „Ювентуса“. Навіть у моїй родині досить багато людей підтримують „Ювентус“».